# Melicope hawaiensis
Manena (Melicope hawaiensis) là một loài thực vật có hoa thuộc họ cam chanh, Rutaceae, là loài đặc hữu của quần đảo Hawaii. Chúng hiện đang bị đe dọa vì mất môi trường sống.